# Couder (cràter)
Couder és un petit cràter d'impacte que es troba just darrere de l'extremitat occidental de la Lluna, en una zona de la superfície que es posa a la vista durant libracions favorables. Es troba a les faldes interiors dels Montes Cordillera, una cadena de muntanyes en forma d'anell que envolta la conca d'impacte de la Mare Orientale.
Aquesta regió manca relativament de grans cràters. El més proper és Schlüter, situat cap a l'est. Una mica més al sud de Couder apareix el cràter Maunder en la vora de la mar lunar. Couder va ser designat Maunder Z abans de ser canviat el nom per la UAI.

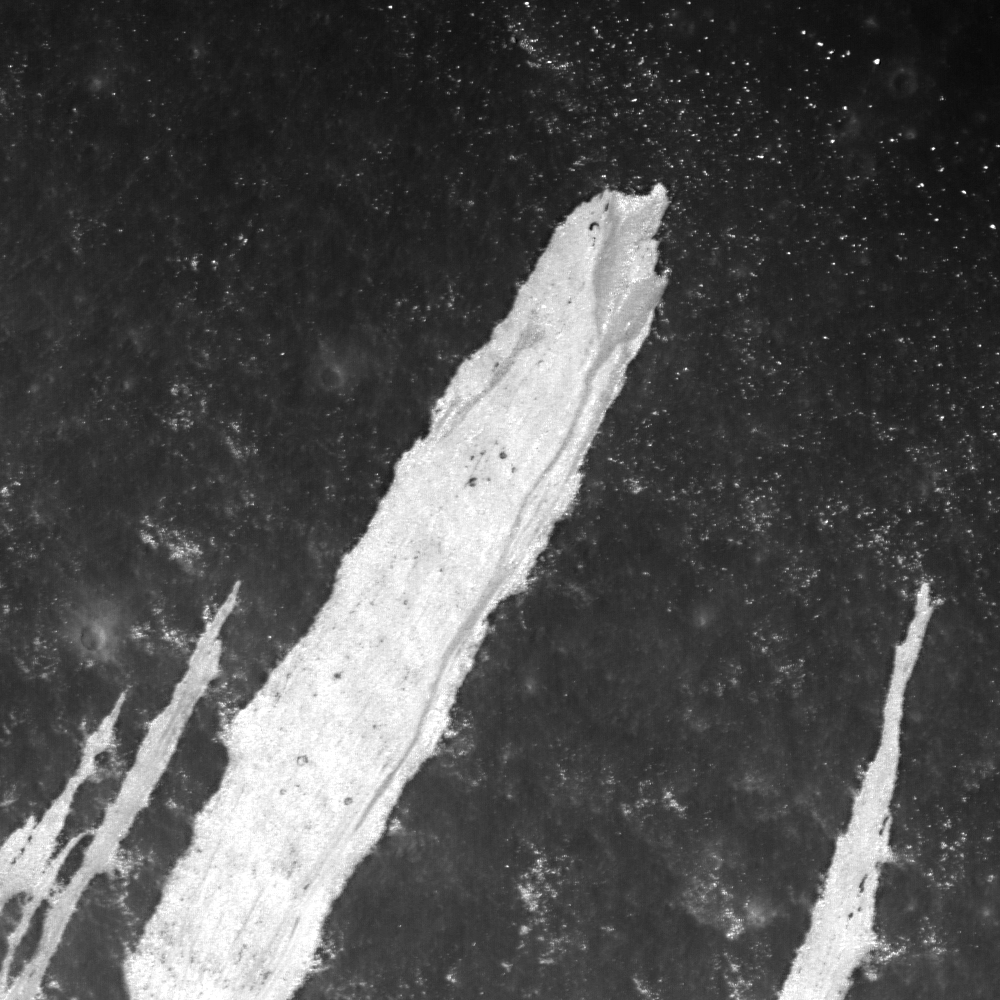
Fotografia de la missió Lunar Reconnaissance Orbiter. Lliscaments de terra en el vessant occidental de l'interior del cràter Cooder. Ample de la imatge d'uns 1000 m.

Es tracta d'un cràter en forma de bol, amb una vora afilada i una plataforma interior que ocupa aproximadament la meitat del seu diàmetre. Couder és lleugerament més llarg en el seu eix nord-oest, on la paret interior té també la seva part més ampla, constituint una formació notable.